# Leptanthura hendili
Leptanthura hendili là một loài chân đều trong họ Leptanthuridae. Loài này được Wolff miêu tả khoa học năm 1956.